# Gimli (personagem)
Gimli é um dos mais importantes personagens criados por J.R.R.Tolkien para a trilogia O Senhor dos Anéis.
Era um anão do povo de Durin que se habilitou para acompanhar Frodo Bolseiro na Sociedade do Anel, que tinha por intuito destruir o Um Anel. Representa também uma contradição entre as raças dos anões e dos elfos. Esses dois povos geralmente não se davam bem, mas Gimli foi o melhor amigo do elfo Legolas e criou um amor muito grande pela Rainha élfica Galadriel, e isso contribuiu para a restauração da amizade entre ambos os povos.

## História
Gimli era filho do anão Glóin, um dos companheiros de Bilbo Bolseiro na aventura que se passa em O Hobbit e descendente remoto de Durin, o Imortal, chefe dos Sete Pais dos Anões criados por Aulë. Era de linhagem real mais distante do trono, sendo primo de Dáin II Pé-de-Ferro, rei do povo de Durin e primo de Balin, que fora amigo de Bilbo e Senhor de Moria.
Gimli aparece primeiramente em A Sociedade do Anel (A Irmandade do Anel em Portugal), no Conselho de Elrond em Valfenda, onde foi com seu pai para levar notícias de Erebor, sua morada. Lá ele descobre que o sobrinho de Bilbo, Frodo, possui o Um Anel, um Anel do Poder forjado pelo Senhor do Escuro Sauron. No Conselho é decidido que o Anel deverá ser destruído onde foi forjado: na Montanha da Perdição. Frodo se habilitou para a tarefa e oito companheiros foram junto com ele, incluindo Gimli com o machado como a principal arma.
Inicialmente Gimli e Legolas, o elfo, se estranharam por duas razões principais: os anões e os elfos, desde os tempos da Destruição de Doriath, não se davam bem e, ainda por cima, na aventura de Bilbo em O Hobbit, o pai de Legolas, Thranduil, manteve Glóin e os outros anões presos em seus palácios. Fora isso, Gimli e Legolas tornaram-se amigos durante sua estadia em Lothlórien.
Quando a Sociedade precisou passar por Moria, Gimli ficou muito feliz esperando encontrar seu povo comandado por Balin. Mas encontraram Moria cheia de orcs, além de um Troll das Cavernas e de um Balrog, a Ruína de Durin e o povo de Moria estava morto, incluindo Balin, cujo túmulo estava lá mesmo, junto com a história do que se sucedeu no local.
Lá em Moria, Gandalf, o líder, sucumbiu numa luta contra a Ruína de Durin e Aragorn, um Humano, passou a guiá-los até finalmente escaparem das Minas. De lá foram para Lothlórien, onde Gimli não foi muito bem recebido; pelo menos até chegarem à rainha Galadriel. 

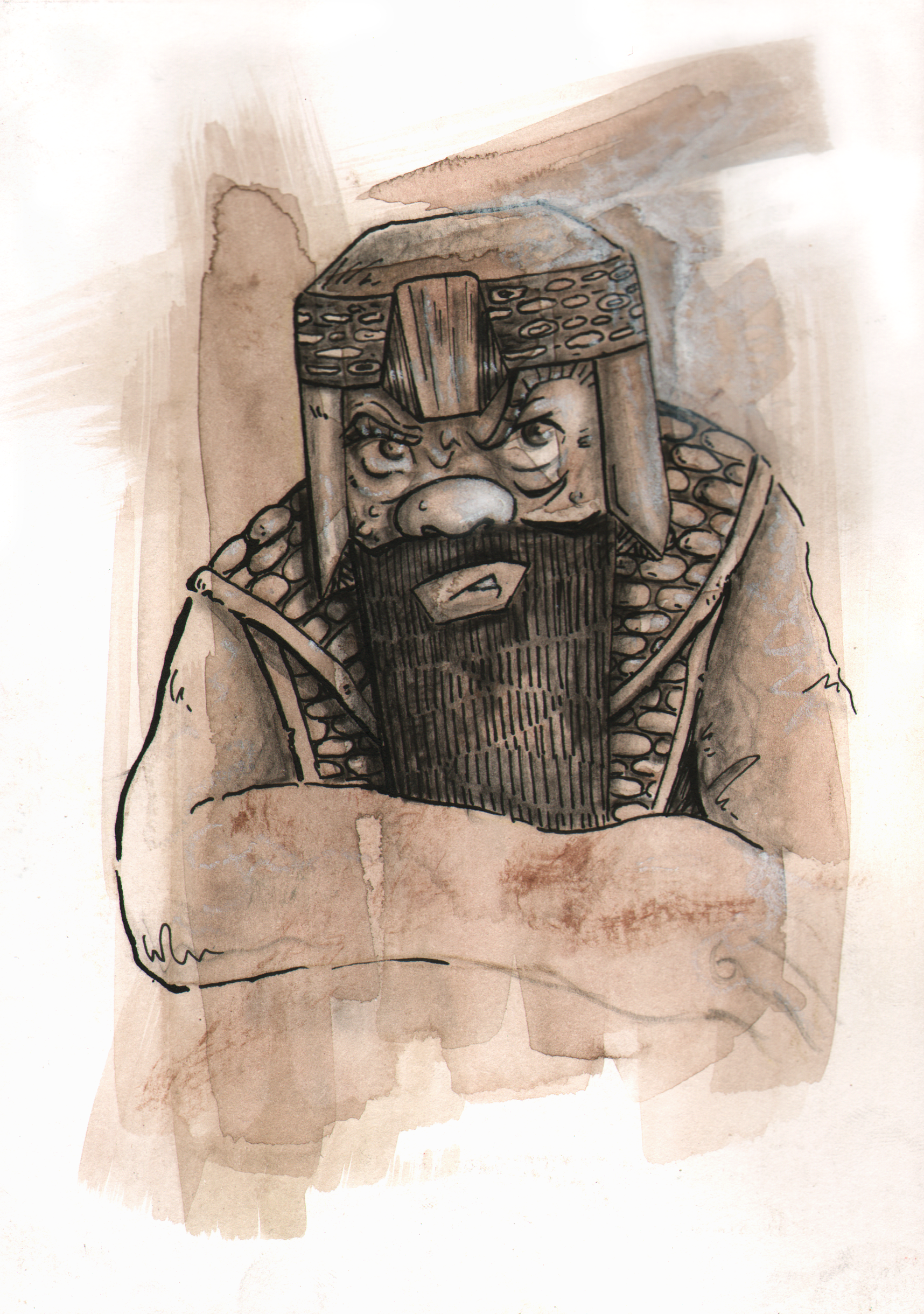
Gimli.

Gimli ficou extremamente tocado pela beleza e compreensão de Galadriel, o que mudou muito sua opinião sobre os elfos. Numa das partes mais famosas do livro, que só aparece na versão estendida do primeiro filme de Peter Jackson, Galadriel entrega os presentes aos membros da Sociedade, mas fica indecisa quanto ao que dar a um Anão. Ao invés de tesouros, Gimli pediu um único fio de cabelo de Galadriel. Ela lhe pergunta o que ele faria com tal presente, ao que ele responde que o colocaria num cristal indestrutível para ser a herança de seu povo. Ela então lhe dá três fios, e passa a ser chamado pela rainha de Portador da Mecha.
Logo após a saída de Lothlórien, Boromir morre, desfazendo a sociedade.
Em As Duas Torres, Gimli parte junto com Aragorn e Legolas à procura dois dois Hobbits capturados por inimigos, Merry e Pippin. Numa passagem em que entram em Rohan, Éomer fala mal de Galadriel e é repreendido por palavras frias de Gimli.
O Anão mostra sua bravura nos combates do segundo livro, onde consegue, na Batalha do Abismo de Helm, matar 43 orcs, um a mais que seu amigo Legolas.
No terceiro livro O Retorno do Rei, Gimli vai com Aragorn e Legolas às Sendas dos Mortos, onde Aragorn convocou os mortos para lutarem ao seu lado. Na batalha final contra Sauron, Gimli é o único representante dos Anões, e lá ele ajuda a alcançar a vitória que põe fim à história. O que se sabe depois é dito nos apêndices do livro.
Diz-se que Gimli levou um grande número do povo de Durin para um novo reino em Aglarond, tornando-se o Senhor das Cavernas Cintilantes, que havia tempos ele prometera conhecer junto com Legolas. Dentre os muitos trabalhos que realizaram, destaca-se a reconstrução dos Portões de Minas Tirith em Mithril, além de mudar toda a antiga aparência da cidade.
A data de sua morte é desconhecida. De acordo com o Livro Vermelho do Marco Ocidental, depois da morte de Aragorn na Quarta Era, Gimli, já bem idoso, foi com Legolas para o Oeste. Diz-se que, se assim foi, houve interferência de Galadriel, que era poderosa e influente entre os Elfos, e Gimli tornou-se, pois, o primeiro Anão a pisar nas Terras Imortais de Aman.

## Adaptações

Animação de Gimli, adaptado no filme O Senhor dos Anéis (1978), de Ralph Bakshi.

- Na adaptação de Peter Jackson, o papel de Gimli coube a John Rhys-Davies.[1]